# Överlappsmatris
En överlappsmatris är en kvadratisk matris som förekommer inom kvantmekaniken där den används för att beskriva sambanden mellan ett set av basvektorer i ett kvantmekaniskt system. Överlappsmatrisen har alltid storlek n×n, där n är antalet använda basfunktioner. Särskilt gäller att:
- Om vektorerna är inbördes ortogonala är överlappsmatrisen diagonal.
- Om basvektorerna utgör ett ortonormalt set är överlappsmatrisen lika med enhetsmatrisen (matris med ettor på diagnoalen och nollor i övrigt).

Generellt definieras överlappsmatrisen av:
{\displaystyle \mathbf {S} _{jk}=\left\langle b_{j}|b_{k}\right\rangle =\int \Psi _{j}^{*}\Psi _{k}d\tau }
där
{\displaystyle \left|b_{j}\right\rangle }
är den j-te bas ketvektorn och
{\displaystyle \Psi _{j}}
är den j-te vågfunktionen, definierad som
{\displaystyle \Psi _{j}(x)=\left\langle x|b_{j}\right\rangle }.